# Sambhālka
Sambhālka är en ort i Indien.   Den ligger i distriktet Karnāl och delstaten Haryana, i den norra delen av landet, 110 km norr om huvudstaden New Delhi. Sambhālka ligger 246 meter över havet och antalet invånare är 11 064.
Terrängen runt Sambhālka är mycket platt. Runt Sambhālka är det tätbefolkat, med 427 invånare per kvadratkilometer. Närmaste större samhälle är Karnāl, 10,1 km nordost om Sambhālka. Trakten runt Sambhālka består till största delen av jordbruksmark.